# 大水军牧场
大水军牧场，是中华人民共和国甘肃省甘南藏族自治州玛曲县下辖的一个乡镇级行政单位。

## 行政区划
大水军牧场共辖以下地区：
虚拟村。